# Frog Fractions
Frog Fractions est un jeu vidéo d'action développé et édité par Twinbeard Studios, sorti en 2012 par navigateur.
Il s'agit d'une parodie de logiciel ludo-éducatif.
Sa suite, Frog Fractions 2, a été annoncée au travers d'un jeu en réalité alternée d'une durée de deux ans ayant eu de nombreux échos dans la presse spécialisée,.

## Accueil
Lors de l'Independent Games Festival 2013, le jeu a reçu une mention honorable dans la catégorie du Prix Nuovo consacré à l'innovation.